# Messaoud Ahmed Chaouch
Messaoud Ahmed Chaouch est un footballeur international algérien né le 24 février 1961,

## Biographie
Messaoud Ahmed Chaouch, dit «Zico», a joué au sein de l'Entente de Collo.

## Palmarès
- International algérien sélectionné en 1986
- Premier match le 23/8/1986:  Malaisie - Algérie (2-2)

- Nombre de matchs joués: 1